# The Faith
The Faith – amerykański zespół grający hardcore-punk. Został utworzony jako kwartet latem 1981 roku w Waszyngtonie przez wokalistę Aleca MacKaye'a (ex-Untouchables), gitarzystę Michaela Hamptona (ex-State of Alert), basistę Chrisa Balda i perkusistę Ivora Hansona (ex-State of Alert). Po nagraniu dema, zespół wydał split wspólnie z zespołem Void nakładem formy Dischord Records, która została założona przez starszego brata Aleca MacKaye'a – Iana MacKaye'a wokalistę Minor Threat. Na płycie znalazła się piosenka You're X'd, która nawiązywała do filozofii straight edge spopularyzowanej przez Minor Threat i State of Alert.
W 1983 The Faith nagrał EP-kę Subject to Change z 8 utworami. Całość została wyprodukowana przez Iana MacKaye'a i pokazała postęp muzyczny zespołu do którego dołączył drugi gitarzysta Eddie Janney. Kilka miesięcy później The Faith przestał istnieć.
Hampton, Bald i Hanson utworzyli Embrace z Ianem MacKaye'em jako wokalistą. Gitarzysta Eddie Janney dołączył do Rites of Spring, a później z Michaelem Hamptonem spotkali się w One Last Wish. Alec MacKaye trafił do Ignition, a później do The Warmers.
The Faith wywarli duży wpływ na emocore.

## Muzycy
- Alec MacKaye – wokal
- Michael Hampton – gitara
- Chris Bald – gitara basowa
- Ivor Hanson – perkusja
- Eddie Janney – gitara (dołączył w 1983)

## Dyskografia
- Faith/Void split, (Dischord Records 1982)
- Subject to Change, (Dischord Records 1983)